# Schlagfeuerzeug

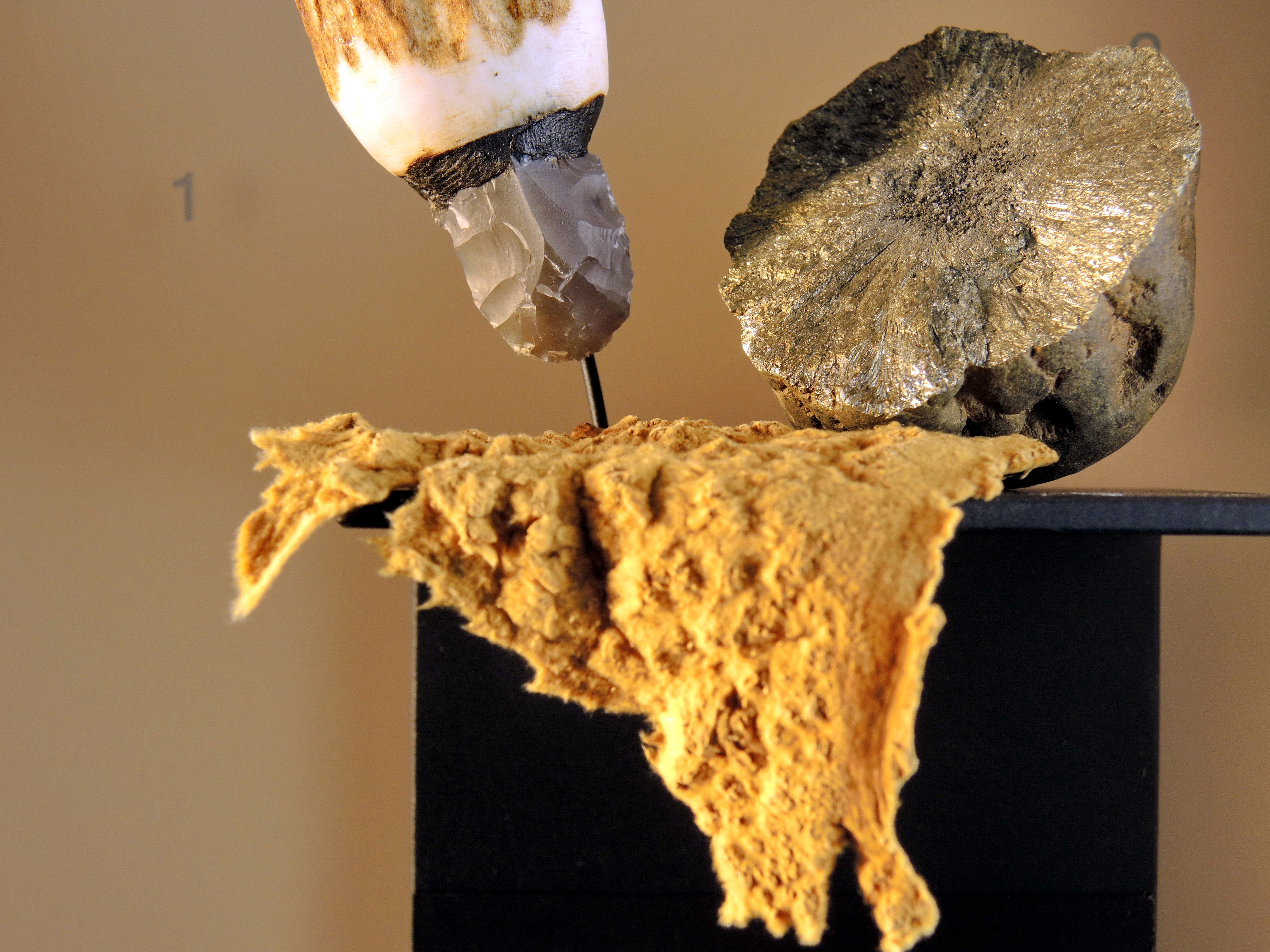
Feuerschlegel mit Schwefelkies und Zunder (Replik)

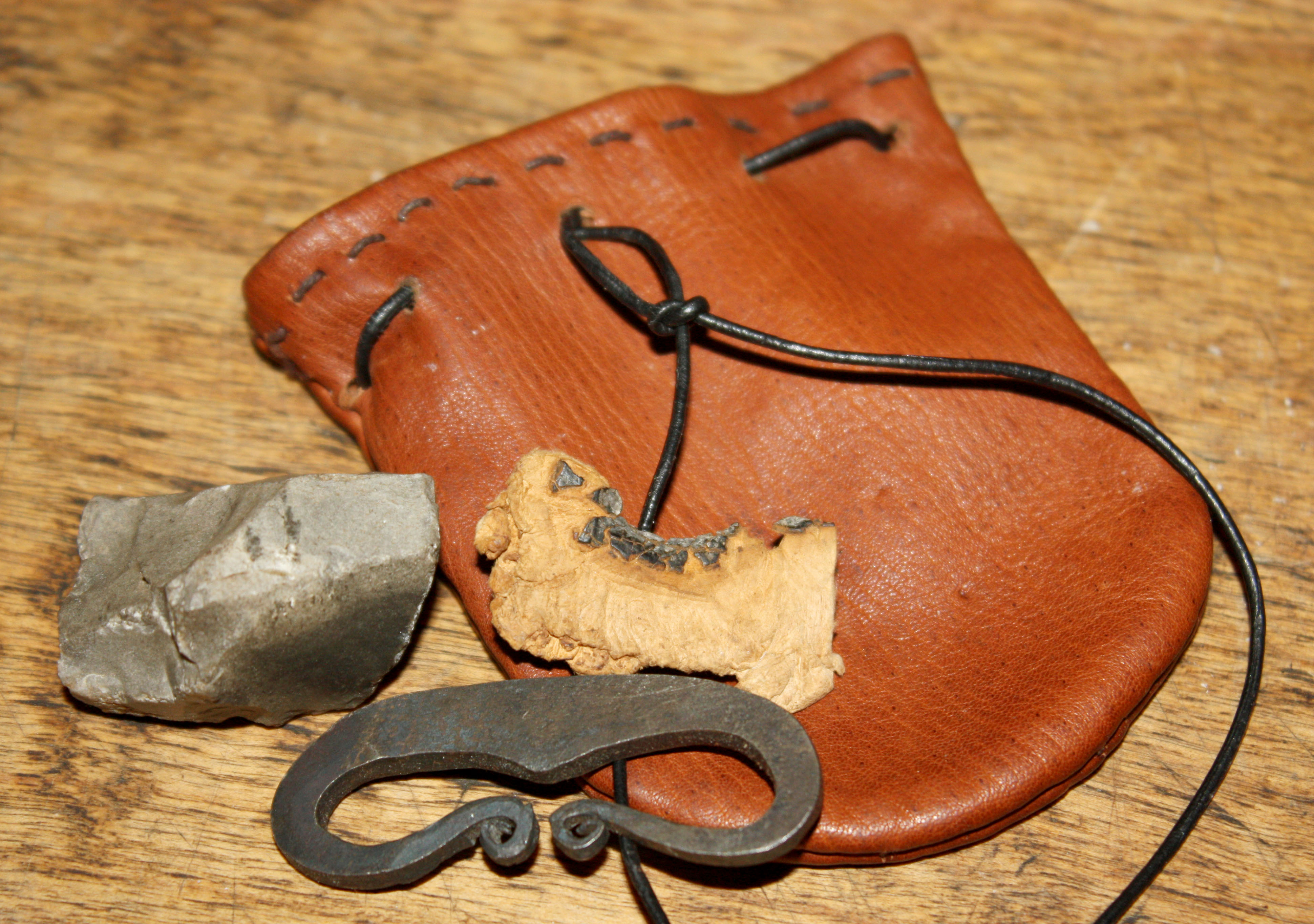
Schlagfeuerzeug mit Feuerstahl

Das Schlagfeuerzeug, auch Pinkfeuerzeug, ist eine historische Ausstattung zum Entfachen eines Feuers durch das Schlagen von Funken. Dieses Feuerzeug wird seit der Vorzeit genutzt und ist durch eine Vielzahl archäologischer Funde nachgewiesen. In Europa war es bis zur Einführung der Streichhölzer ab ca. 1830 die übliche Methode, Feuer zu machen.

## Beschreibung
Das Ensemble besteht aus drei Komponenten:
- Funkengeber, vor der Eisenzeit aus Schwefelkies (Pyrit oder Markasit) danach aus Feuerstahl
- Funkenempfänger, dem Zunder aus Feuerschwamm, Flugsamen oder mulmigem Holz[2]
- Funkenlöser, in Europa in der Regel Feuerstein

Schlägt man Funkenlöser und Funkengeber aneinander, werden winzige Splitter abgetrennt. Diese entzünden sich durch die Reibungsenergie des Schlages zu glühenden Funken. Fallen sie auf den Zunder, bringen sie ihn zum Glimmen. Der glimmende Zunder kann in ein Zundernest gelegt und angeblasen werden, um eine Flamme zu erzeugen. Die Funken können sehr leicht entzündlichen Zunder auch direkt zum Brennen bringen.
Nur wenige Materialien sind als Funkengeber geeignet und alle enthalten Eisen. Eisensplitter sind leicht entzündlich; sehr feine Partikel sogar pyrophor, d. h., sie zünden bei Raumtemperatur. Die Oxidation setzt sehr viel mehr Energie frei als die Reibung des Schlages. Das Eisen verbrennt und ermöglicht so sehr heiße und langlebige Funken mit genug Energie, um den Brand auf den Zunder zu übertragen. Als Funkenlöser eignen sich kantige Steine, die hart genug sind, um Splitter aus dem Funkengeber zu schlagen. Feuerstein lässt sich leicht spalten und die entstehenden scharfkantigen Abschläge sind zum Funkenschlagen mit dem Feuerstahl sehr gut geeignet. Alternativen sind u. a. Quarz und Achat, die z. B. in Japan verwendet wurden, wo es kaum geeignete Feuersteinvorkommen gibt.

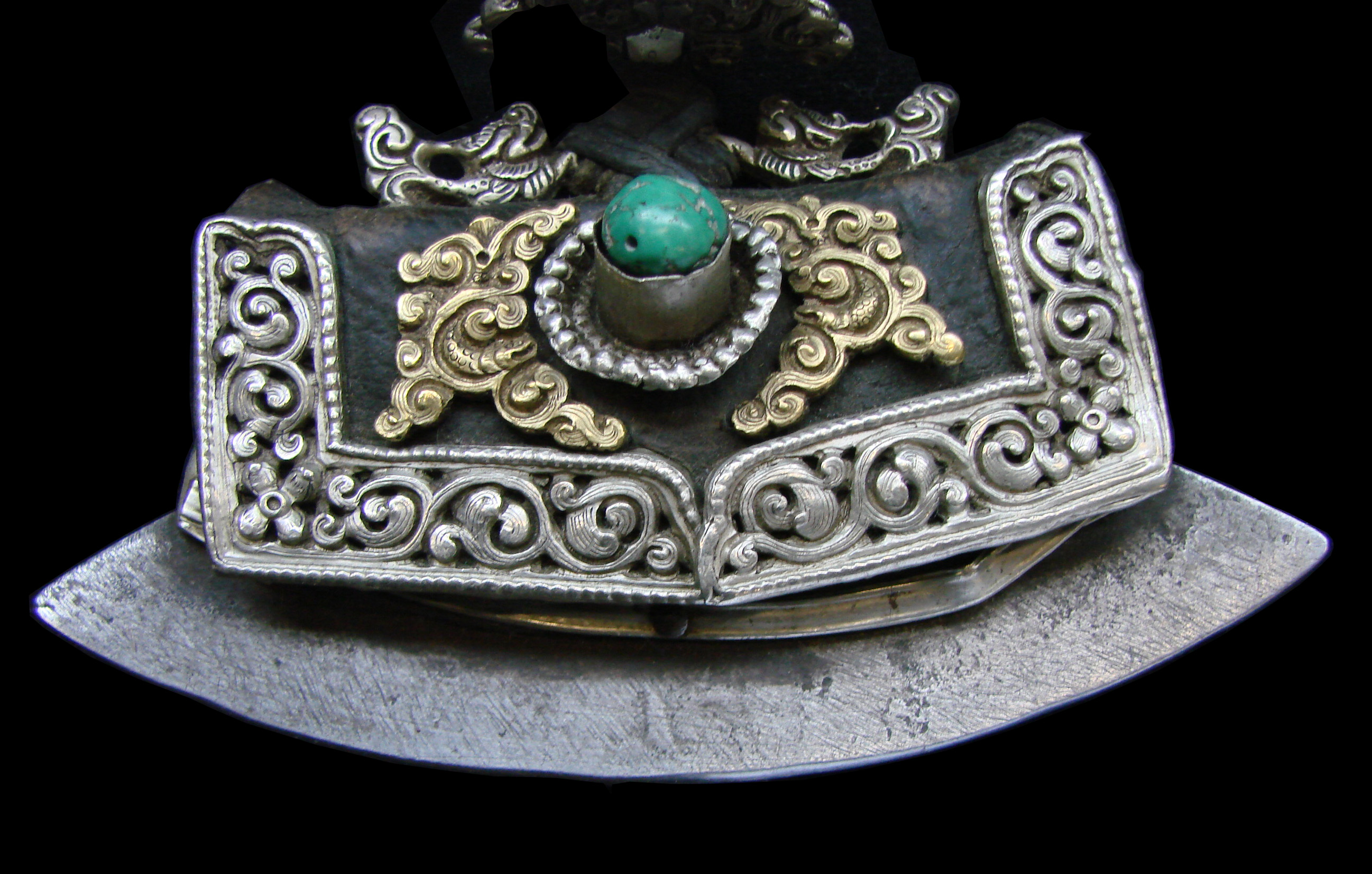
Tibetisches Me lcags

Die Utensilien werden zusammen in einem Behälter aufbewahrt. So befanden sich Reste eines Schlagfeuerzeugs in Ötzis Gürteltasche. Tibeter tragen kunstvoll verzierte Me lcags, die heute hauptsächlich als Modeaccessoire dienen. Bei diesen Feuerzeugen umfasst ein ledernes Griffstück den Stahl und bildet so einen beidseitig offenen, schmalen Hohlraum, der zum Aufbewahren von Stein und Zunder verwendet wird.

## Geschichte

Kaiser Qianlongs Schlagfeuerzeug, China, Qing-Dynastie

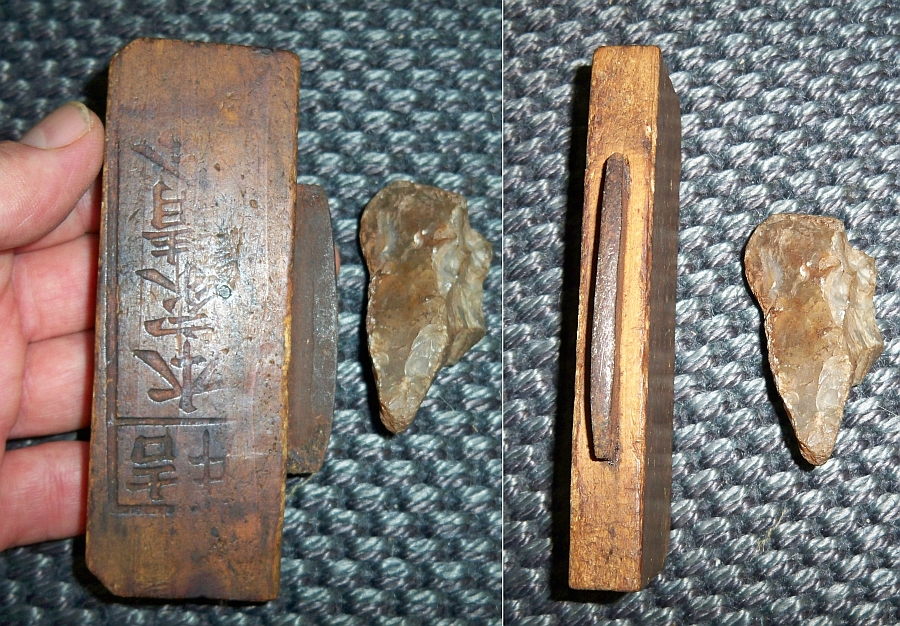
Japanische Feuersichel mit Stein

Vermutlich lernte der moderne Mensch vor etwa 40000 Jahren, Feuer zu machen, denn um diese Zeit nimmt die Zahl der belegten Feuerstellen sprunghaft zu. Die frühesten Steinfeuerzeuge verwendeten wahrscheinlich keinen Schwefelkies, sondern bestanden aus zwei gleichartigen Steinen, z. B. Quarz oder Feuerstein. Schlägt man diese aneinander, lassen sich an der Schlagstelle Lichtblitze und gelegentlich rotglühende Funken beobachten. Auch mit diesen sehr schwachen, rein mechanischen Funken, in denen keine chemische Reaktion stattfindet, lässt sich mit einem geeigneten Zunder ein Feuer entfachen.
Aus mindestens 27 Gräbern in vier bandkeramischen, d. h. jungsteinzeitlichen, Gräberfeldern Bayerns liegen Geräteensembles vor, die sich als Schlagfeuerzeuge bestimmen lassen. Die Identifizierung war nicht einfach, da die meisten Pyritknollen lagerungsbedingt stark vergangen waren und nicht geborgen werden konnten. Nur in wenigen Fällen sind feste Knollen überliefert, weil Pyrit auch bei längerer Bodenlagerung häufig oxidiert. Eine der ältesten gut erhaltenen Schwefelkiesknollen, die einem Feuerzeug zugeordnet wird, befand sich in einer Grabungsschicht der Vogelherdhöhle in Baden-Württemberg, deren Alter etwa 32.000 Jahre beträgt. Die 1934 durchgeführte Grabung entsprach noch nicht modernen Standards, was die Datierung erschwert.
Seit den antiken Hochkulturen werden die archäologischen Funde durch Darstellungen in Text und Bild ergänzt. Eine Erzählung der persischen Mythologie schreibt die zufällige Entdeckung des Schlagfeuerzeugs dem Herrscher Huschang Schah zu. Beim Versuch, eine Schlange mit einem Stein zu bewerfen, soll er unbeabsichtigt einen anderen Stein getroffen haben, der einen Funken schlug und das trockene Gras entzündete. Die Erzählung belegt, dass den Verfassern das Prinzip des Steinfeuerzeugs geläufig war. Im alten Ägypten und im antiken Griechenland wurden überwiegend Feuerbohrer verwendet, aber griechische Quellen erwähnen auch Schlagfeuerzeuge. Solche Textstellen finden sich unter anderem in Sophokles’ Philoktetes und den Schriften von Theophrastos von Eresos. Im römischen Reich wurden sowohl Schlag- als auch Reibfeuerzeuge verwendet. Die Autoren Lukrez und Plinius der Ältere nennen neben Pyrit auch Eisen als Funkengeber. Die Eigenschaft bestimmter Stähle, Funken zu schlagen, wurde im Verlauf der Eisenzeit entdeckt und es entwickelten sich die Feuerstähle.

## Chemie
Durch den Schlag wird dem abplatzenden Splitter Aktivierungsenergie zugeführt und es beginnt die Oxidation. Für Schwefelkies, der überwiegend aus Eisen(II)-disulfid besteht, verläuft die exotherme Reaktion nach der Gleichung:
{\displaystyle {\ce {4FeS2(s) + 11O2(g) -> 2Fe2O3(s) + 8SO2(g)}}}{\displaystyle \qquad \Delta H_{R}=-3{,}4\ \mathrm {MJ} /\mathrm {mol} }
Die freiwerdende Energie erhitzt den Funken weiter und erhöht dadurch die Erfolgswahrscheinlichkeit beim Feuermachen. Die zugeführte Wärme beträgt etwa 11 kJ/g {\displaystyle {\ce {Fe2O3}}}, was zu einer theoretischen Funkentemperatur von ca. 5000 °C führen würde. Durch Abkühlung liegt die reale Temperatur weit unter 1000 °C. Die Abschätzung zeigt jedoch, dass der chemische Beitrag zur Energiebilanz signifikant ist.
Analog verläuft die Oxidation von Eisensplittern:
{\displaystyle {\ce {4Fe(s) + 3O2(g) -> 2Fe2O3(s)}}}{\displaystyle \qquad \Delta H_{R}=-1{,}6\ \mathrm {MJ} /\mathrm {mol} }
Obwohl nur etwa die Hälfte an Wärmeenergie frei wird, brennen Stahlfunken erheblich heißer. Mögliche Ursachen hierfür sind Verunreinigungen im Schwefelkies, der typisch zu etwa 20 % aus Gangart besteht, und die höhere Pyrophorizität des metallischen Eisens.